# Flúgos futam (televíziós sorozat, 1968)
A Flúgos futam (eredeti cím: Wacky Races) amerikai televíziós rajzfilmsorozat, amelynek alkotói Joseph Barbera és William Hanna voltak. Amerikában a CBS vetítette 1968. szeptember 14. és 1969. január 4. között. Magyarországon a MTV mutatta be 1974. március 3. és 1976. január 15. között, ám a 17 részből csak 11 részt adtak le. A 2001-ben a TV2 is műsorra tűzte új szinkronnal immár 13 résszel.

## Szereplők
| Rajtszám | Jármű                    | Jármű                    | Szereplő                       | Szereplő                               | Hang                                                      | Hang                                                      | Hang                                                       |
| Rajtszám | Eredeti név              | Magyar név               | Eredeti név                    | Magyar név                             | Eredeti hang                                              | Magyar hang                                               | Magyar hang                                                |
| Rajtszám | Eredeti név              | Magyar név               | Eredeti név                    | Magyar név                             | Eredeti hang                                              | MTV (1972)                                                | TV2 (2000)                                                 |
| -------- | ------------------------ | ------------------------ | ------------------------------ | -------------------------------------- | --------------------------------------------------------- | --------------------------------------------------------- | ---------------------------------------------------------- |
| 1        | The Boulder Mobile       | Elektromos Gogo Mobil    | The Slag Brothers              | Bunkós testvérek                       | Don Messick (Gravel Slag), Daws Butler (Rock Slag)        |                                                           | Rosta Sándor (Kavics Bunkós), Szokol Péter (Szikla Bunkós) |
| 2        | The Creepy Coupe         | Fantom Turiszt           | The Gruesome Twosome           | Százszorszép Szepi                     | Don Messick (Big Gruesome), Daws Butler (Little Gruesome) |                                                           | Faragó András (Nagy Szepi)                                 |
| 3        | The Convert-a-Car        | Technokor Rapid Kupé     | Professor Pat Pending          | Dilinger professzor                    | Don Messick                                               |                                                           | Versényi László                                            |
| 4        | The Crimson Haybailer    | Szuper Karamél           | Red Max                        | Lökös Max                              | Daws Butler                                               | Bodrogi Gyula                                             | Végh Péter                                                 |
| 5        | The Compact Pussycat     | Automata Mini Farina     | Penelope Pitstop               | Dili Dolly                             | Janet Waldo                                               | Domján Edit                                               | Vándor Éva                                                 |
| 6        | The Army Surplus Special | Araszoló Katonai Járgány | Sergeant Blast, Private Meekly | Pofabe törzsőrmester, Hapták közlegény | Daws Butler (Blast), Paul Winchell (Meekly)               |                                                           | Kardos Gábor (Pofabe), Uri István (Hapták)                 |
| 7        | The Bullet-Proof Bomb    | Golyóálló Bumfordi       | The Ant Hill Mob               | Vágd Haza Rt.                          | Paul Winchell (Clyde), Don Messick (Ring-a-Ding)          |                                                           | Orosz István (Clyde), Seder Gábor (Vigyori)                |
| 8        | The Arkansas Chuggabug   | Lepra Típusú Loco Mobil  | Lazy Luke, Blubber Bear        | Lüke Tóni, Laci maci                   | John Stephenson (Lazy Luke, Blubber Bear)                 |                                                           | Rudas István (Lüke Tóni)                                   |
| 9        | The Turbo Terrific       | Turbó Trucifix           | Peter Perfect                  | Merci Berci                            | Daws Butler                                               | Láng József                                               | Holl Nándor                                                |
| 10       | The Buzz Wagon           | Spéci Kocsi              | Rufus Ruffcut, Sawtooth        | Mafla Rómeó, Mitugrász                 | Daws Butler (Rufus Ruffcut), Don Messick (Sawtooth)       |                                                           | Hankó Attila Csuja Imre (Mafla Rómeó)                      |
| 00       | The Mean Machine         | Sanda Ciklon             | Dick Dastardly, Muttley        | Gézengúz Guszti, Mardel                | Paul Winchell (Dick Dastardly), Don Messick (Muttley)     | Velenczey István (Gézengúz Guszti), Farkas Antal (Mardel) | Kassai Károly (Gézengúz Guszti), Gesztesi Károly (Mardel)  |
| Nincs    | Nincs                    | Nincs                    | Narrátor                       | Narrátor                               | Dave Willock                                              | Rátonyi Róbert                                            | Kautzky Armand                                             |
| Nincs    | Nincs                    | Nincs                    | Nincs                          | Felolvasó                              | Nincs                                                     |                                                           | Bozai József                                               |

## Évados áttekintés
| Évad | Évad | Epizódok | Eredeti sugárzás     | Eredeti sugárzás | Magyar sugárzás  | Magyar sugárzás   |
| Évad | Évad | Epizódok | Évadpremier          | Évadfinálé       | Évadpremier      | Évadfinálé        |
| ---- | ---- | -------- | -------------------- | ---------------- | ---------------- | ----------------- |
|      | 1    | 17 (34)  | 1968. szeptember 14. | 1969. január 4.  | 2001. január 27. | 2001. március 17. |

## 1. évad
| #  | Eredeti cím                     | Magyar cím                                          | Eredeti premier      | Magyar premier (TV2) |
| -- | ------------------------------- | --------------------------------------------------- | -------------------- | -------------------- |
| 1  | See-Saw to Arkansas             | Az arkansasi nagy hinta                             | 1968. szeptember 14. | 2001. január 27.     |
| 1  | Creepy Trip to Lemon Twist      | Fogvacogtató autóstalálkozó Citromfacsardában       | 1968. szeptember 14. | 2001. január 27.     |
| 2  | Why Oh Why Wyoming              | Ó, miért vagy oly messze Wyoming?                   | 1968. szeptember 21. | 2001. január 28.     |
| 2  | Beat the Clock to Yellow Rock   | Már indul is e percben, a sárga sziklához a verseny | 1968. szeptember 21. | 2001. január 28.     |
| 3  | Mish Mash Missouri Dash         | Mish Mash Missouri hajtás                           | 1968. szeptember 28. | 2001. február 3.     |
| 3  | Idaho a Go Go                   | Halihó, Idaho!                                      | 1968. szeptember 28. | 2001. február 3.     |
| 4  | The Baja-Ha-Ha Race             | Irány Mexikó!                                       | 1968. október 5.     | 2001. február 4.     |
| 4  | Real Gone Ape                   | A gorilla rally                                     | 1968. október 5.     | 2001. február 4.     |
| 5  | Scout Scatter                   | A becserkészett cserkészek                          | 1968. október 12.    | 2001. február 10.    |
| 5  | Free Wheeling to Wheeling       | Száguldás Wheelingbe szabadon                       | 1968. október 12.    | 2001. február 10.    |
| 6  | By Rollercoaster to Upsan Downs | Hullámvasúton Hunnfenn-Hunnlennbe                   | 1968. október 19.    | 2001. február 11.    |
| 6  | The Speedy Arkansas Travelle    | A nagy arkansasi kaland                             | 1968. október 19.    | 2001. február 11.    |
| 7  | The Zippy Mississippi Race      | Rámenős rally a Mississippi mentén                  | 1968. október 26.    | 2001. február 17.    |
| 7  | Traffic Jambalaya               | Alabamai csúcsforgalmi kalamajka                    | 1968. október 26.    | 2001. február 17.    |
| 8  | Hot Race at Chillicothe         | Fantasztikus menő cselek, s némi baljós előjelek    | 1968. november 2.    | 2001. február 18.    |
| 8  | The Wrong Lumber Race           | Verseny a lelombozó lombos lombdíjért               | 1968. november 2.    | 2001. február 18.    |
| 9  | Rhode Island Road Race          | Az árokháti maratoni                                | 1968. november 9.    | 2001. február 24.    |
| 9  | The Great Cold Rush Race        | A nagy jégcsap derbi                                | 1968. november 9.    | 2001. február 24.    |
| 10 | Wacky Race to Ripsaw            | Flúgos futam Fűrészfalvára                          | 1968. november 16.   | 2001. február 25.    |
| 10 | Oils Well That Ends Well        | Ó, jaj, olaj                                        | 1968. november 16.   | 2001. február 25.    |
| 11 | Whizzin' to Washington          | Száguldjon ma Washingtonba                          | 1968. november 23.   | 2001. március 3.     |
| 11 | The Dipsy Doodle Desert Derby   | A sivatag poklában                                  | 1968. november 23.   | 2001. március 3.     |
| 12 | Eeny, Miny Missouri Go!         | Verseny indul Fránya-Bányavárába                    | 1968. november 30.   | 2001. március 4.     |
| 12 | The Super Silly Swamp Sprint    | Idilli Dili sprint                                  | 1968. november 30.   | 2001. március 4.     |
| 13 | The Dopey Dakota Derby          | A dilis Dakota derby                                | 1968. december 7.    | 2001. március 10.    |
| 13 | Dash to Delaware                | Fel Delaware-be                                     | 1968. december 7.    | 2001. március 10.    |
| 14 | Speeding for Smogland           | A Jollywoodi ütközet                                | 1968. december 14.   | 2001. március 11.    |
| 14 | Race Rally to Raleigh           | Küzdelem a Vacakfalva alsó bajnoka díjért           | 1968. december 14.   | 2001. március 11.    |
| 15 | Ballpoint, Penn. or Bust!       | Teljes gőzzel Szilvafalvára                         | 1968. december 21.   | 2001. március 15.    |
| 15 | Fast Track to Hackensack        | A rend és nyugalom városkája                        | 1968. december 21.   | 2001. március 15.    |
| 16 | The Ski Resort Road Race        | Heves ám jeges verseny                              | 1968. december 28.   | 2001. március 16.    |
| 16 | Overseas Hi-Way Race            | Tengeren túli rally                                 | 1968. december 28.   | 2001. március 16.    |
| 17 | Race to Racine                  | Verseny a Francfalvai fődíjért                      | 1969. január 4.      | 2001. március 17.    |
| 17 | The Carlsbad or Bust Bash       | Flúgos futam Nem Oda Buta városába                  | 1969. január 4.      | 2001. március 17.    |

## Magyar premier
A Magyar Televízió összesen 11 részt adott le. Az epizódcímekből csak az "a" részek voltak feltüntetve, a "b" részek nem, ám mivel 20 perces idősávban voltak kiírva, feltételezhetően azokat is leadták.
- 10. rész: Flugos Futam Fűrészfalvára / ... (1975. július 26.)[3]
- #. rész: Verseny indul Fránya-Bányavárába / ... (1975. augusztus 2.)[4]
- #. rész: A becserkészett cserkészek / ... (1975. augusztus 9.)[5]
- 07. rész: Rámenős rally a Mississippi mentén / Alabamai csúcsforgalmi kalamajka (1975. augusztus 16.)[6]
- 02. rész: Ó, miért vagy oly messze Wyoming[* 1] / Már indul is e percben, a Sárga Sziklához a verseny (1975. augusztus 23.)[7]
- #. rész: Az árokháti maratoni / ... (1975. december 9.)[8]
- 01. rész: Az arkansasi nagy hinta[* 2] / Fogvacogtató autóstalálkozó Citromfacsardában (1975. december 13.)[9]
- 13. rész: A Dilis Dakota Derby / Fel Delaware-be (1975. december 16.)[10]
- 06. rész: Hullámvasúton Hunnfenn-Hunnlennbe / A nagy arkansasi kaland (1975. december 25.)[11]
- 04. rész: Irány Mexikó / A gorilla rally (1976. január 1.)[12]
- 11. rész: Száguldjon ma Washlngtonba / A sivatag poklában (1976. január 15.)[2]

## Képek

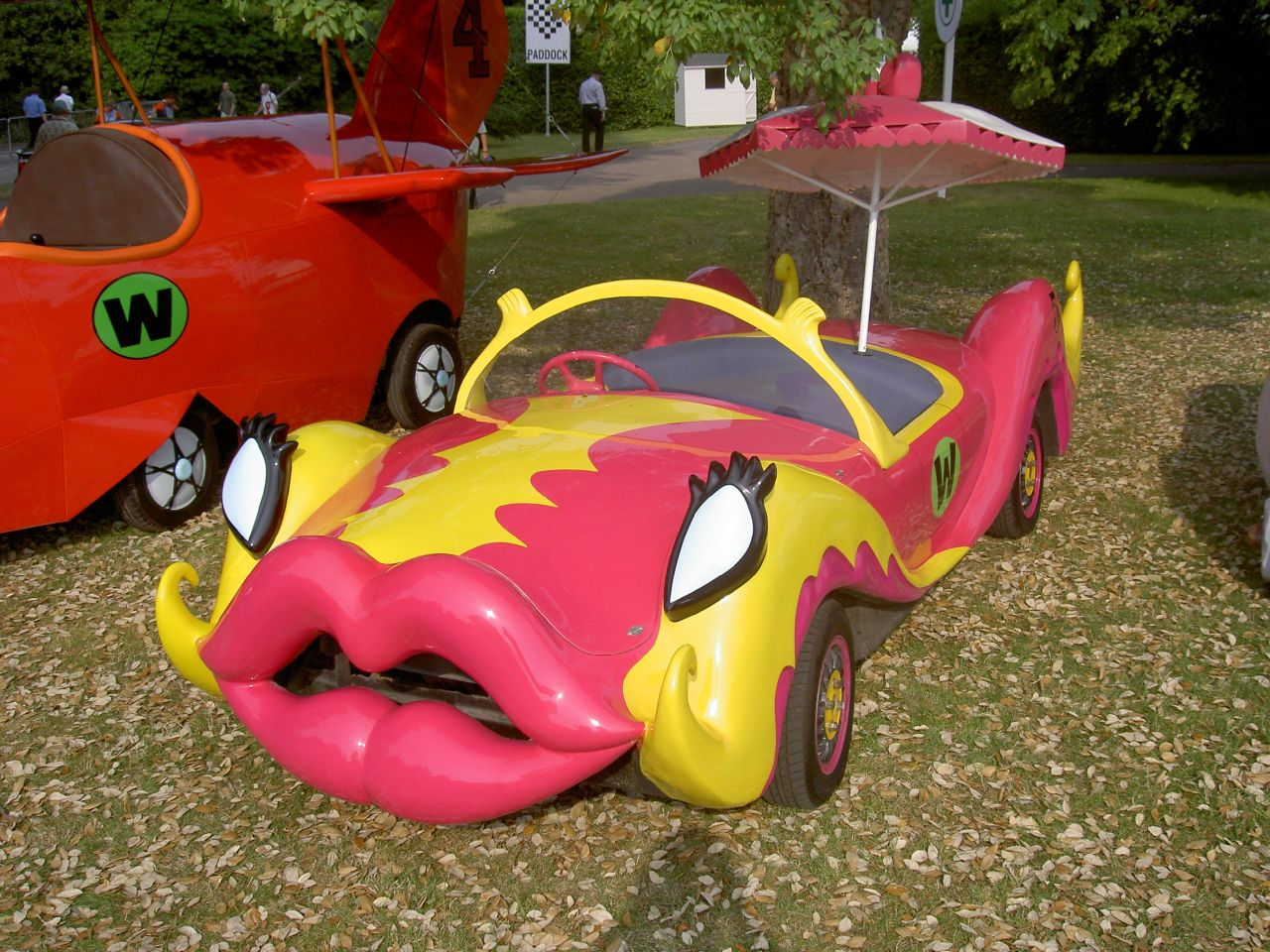
Automata mini farina (The Compact Pussycat)
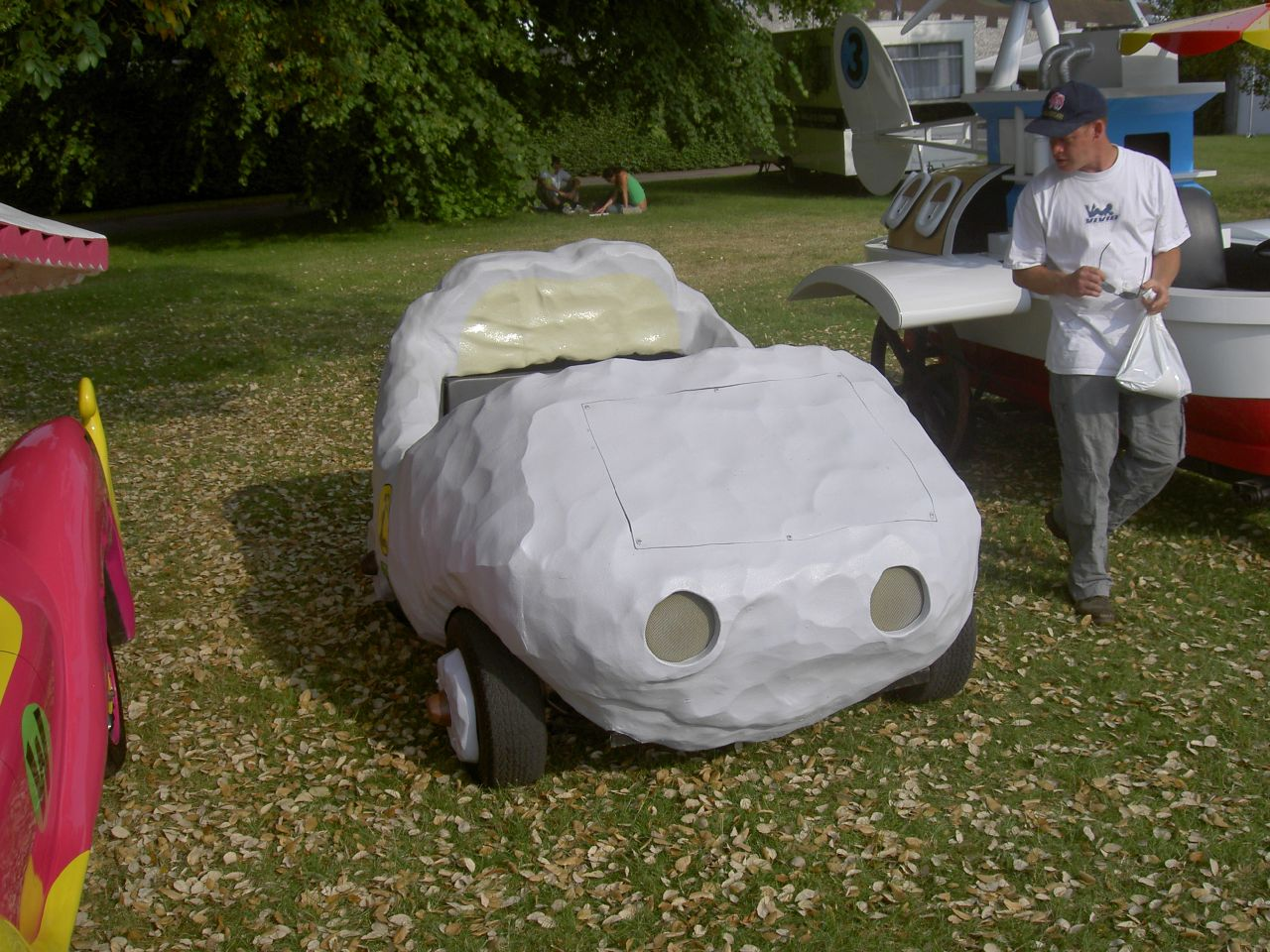
Gogo mobil (The Boulder Mobile)
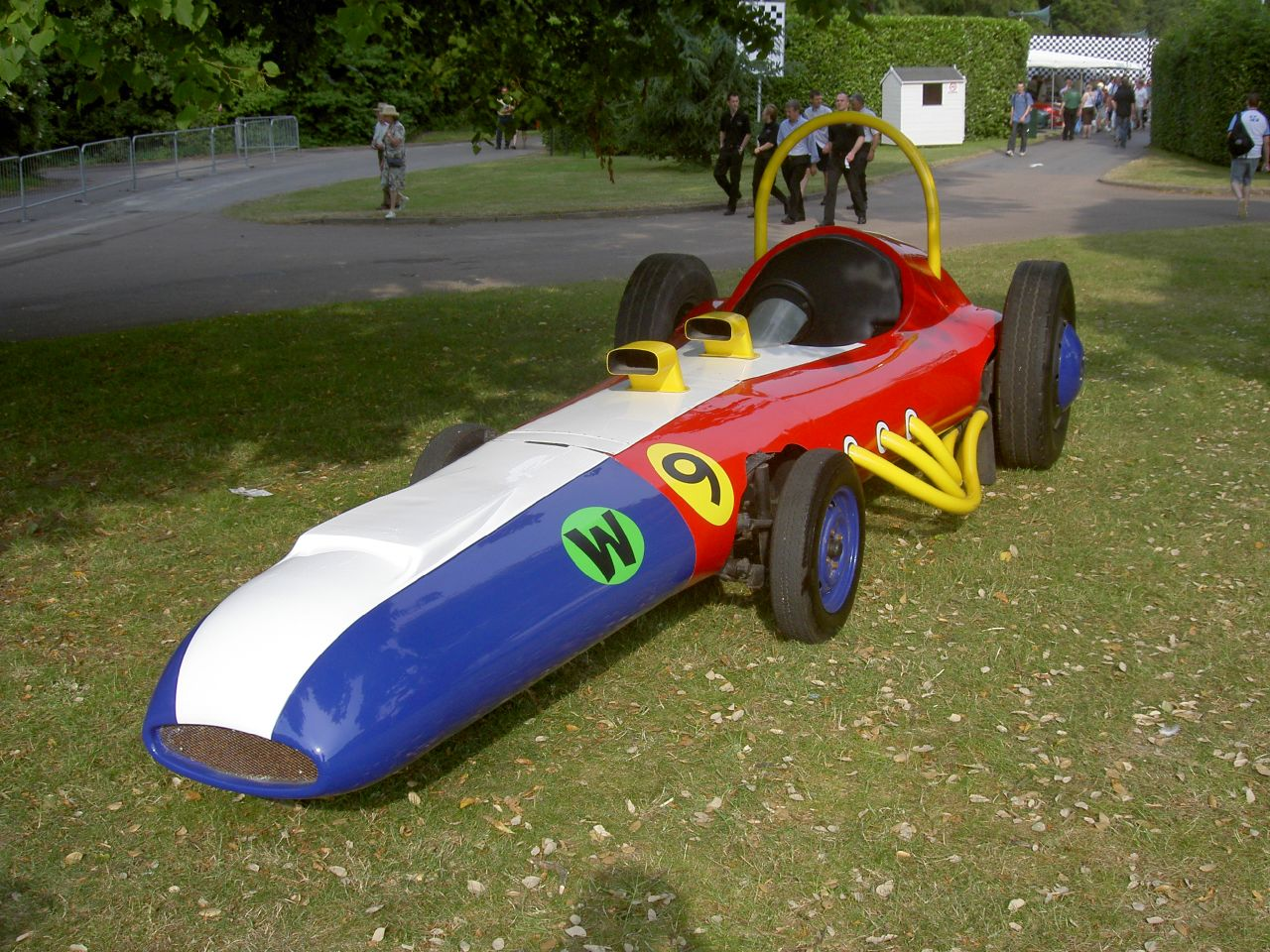
Turbó trucifix (The Turbo Terrific)
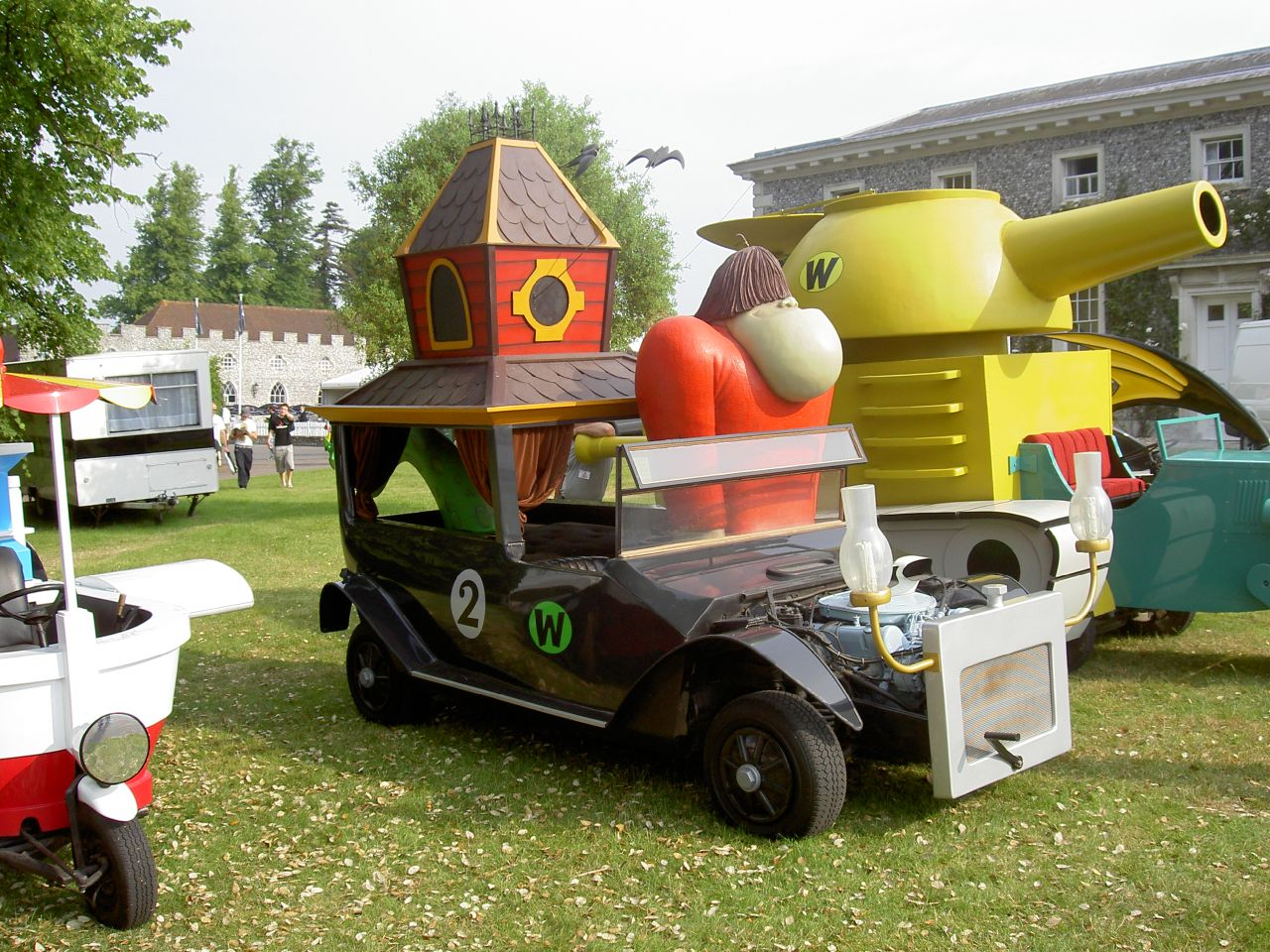
Fantom turiszt (The Creepy Coupe)
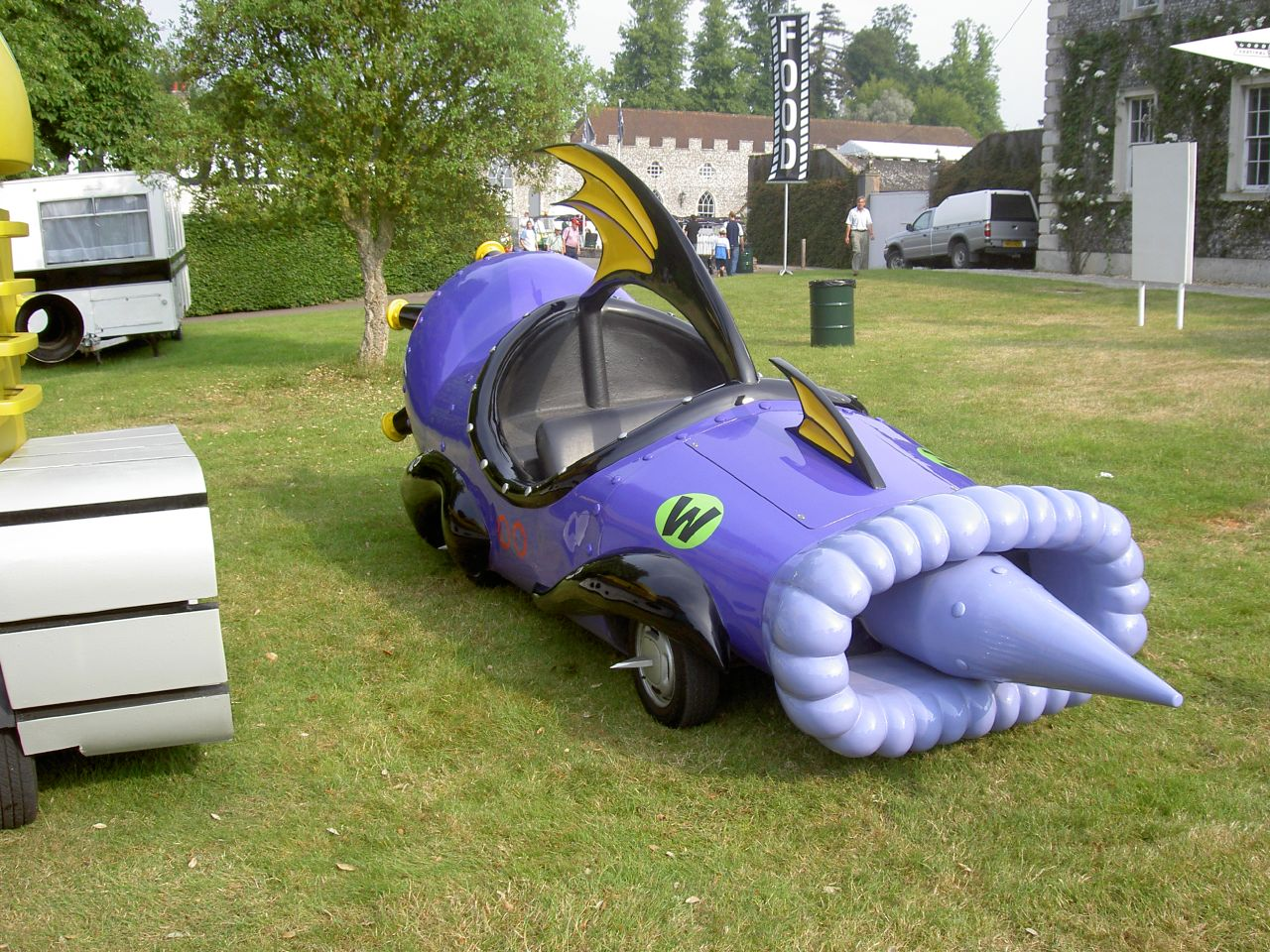
Sanda ciklon (The Mean Machine)
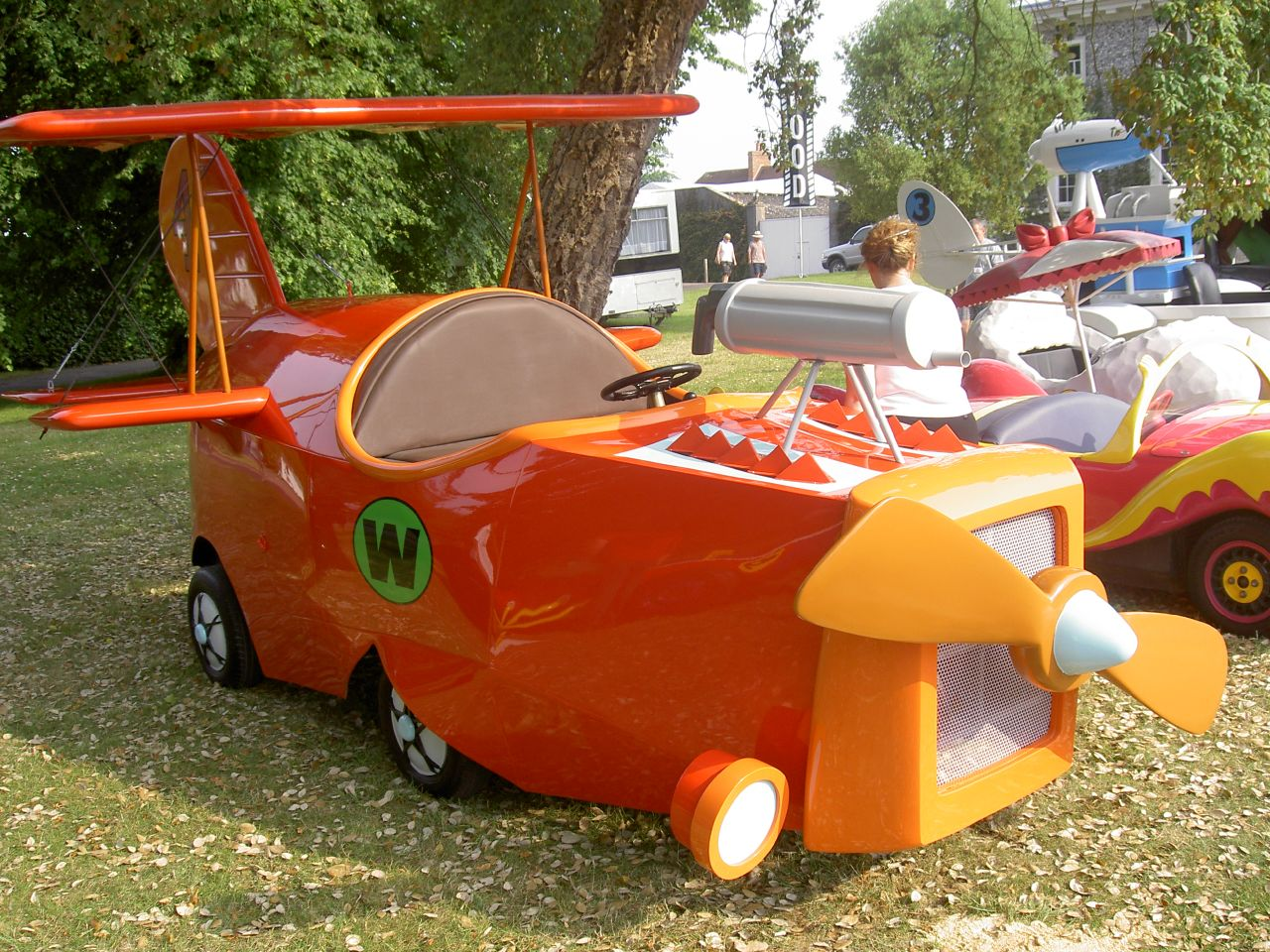
Szuper karamél (The Crimson Haybailer)
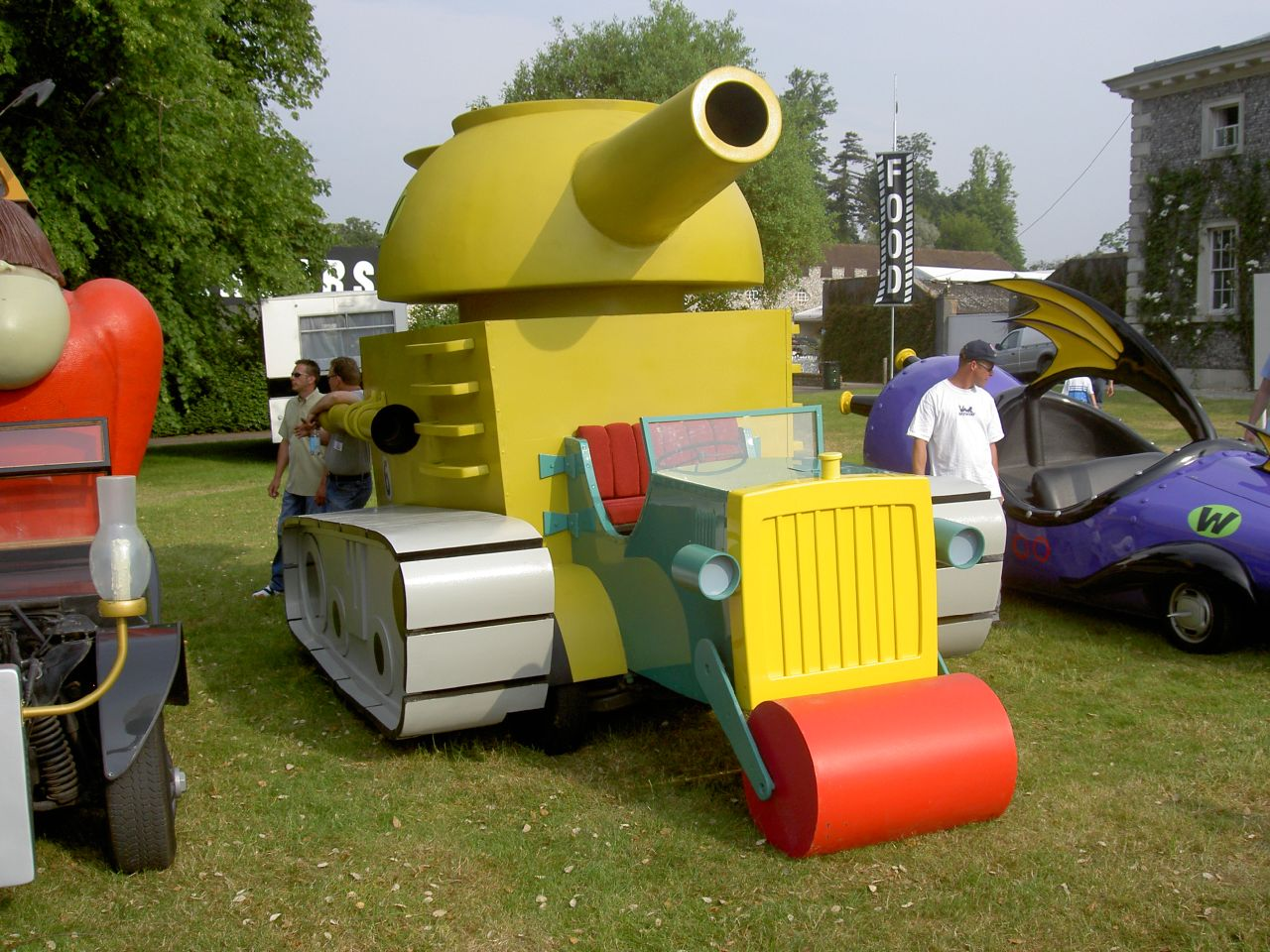
Araszoló katonai járgány (The Army Surplus Special)
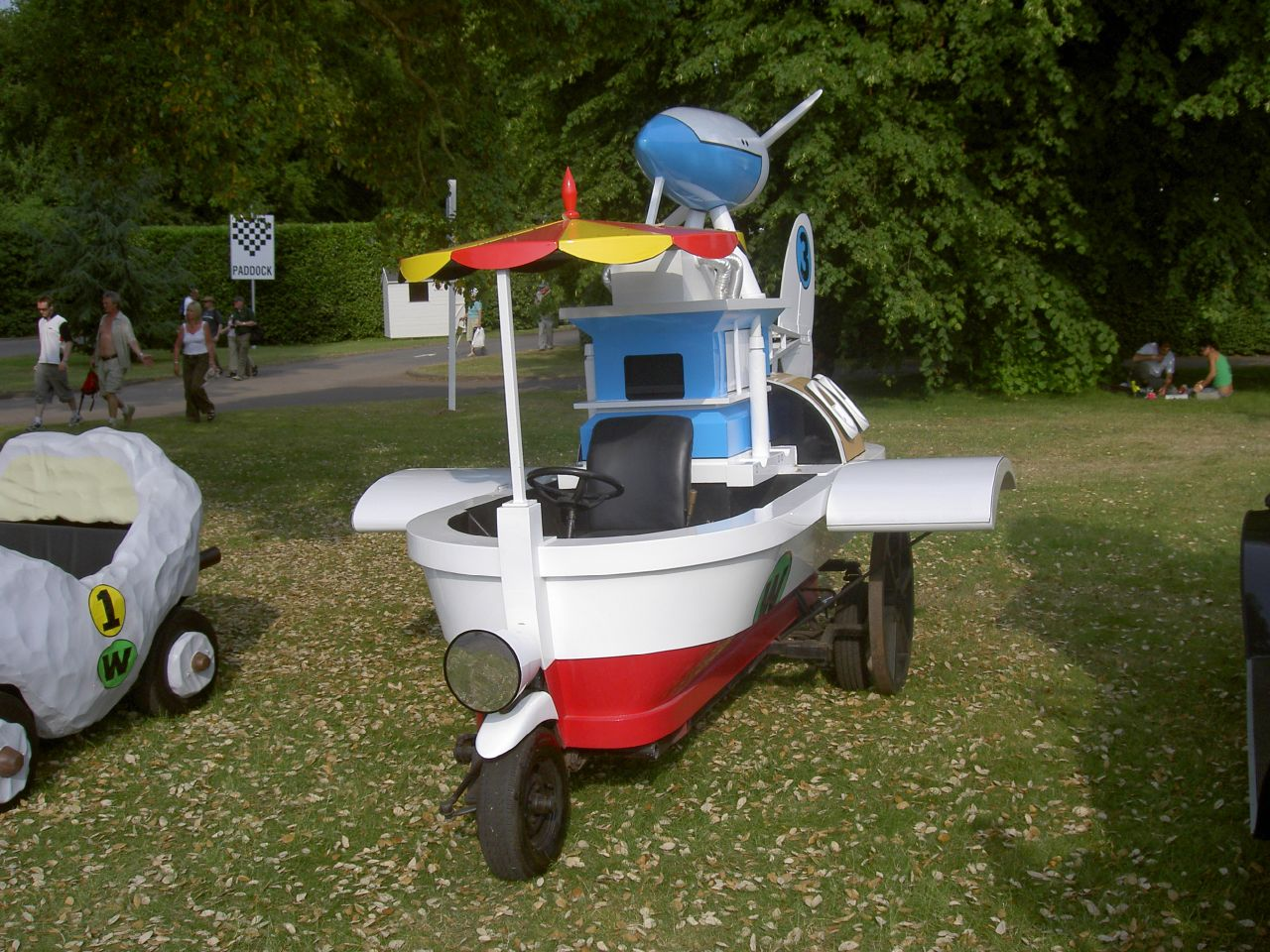
Technokor rapid (The Convert-a-Car)

## Fordítás
Ez a szócikk részben vagy egészben  a   Wacky Races című angol Wikipédia-szócikk fordításán alapul.  Az eredeti cikk szerkesztőit annak laptörténete sorolja fel. Ez a jelzés csupán a megfogalmazás eredetét és a szerzői jogokat jelzi, nem szolgál a cikkben szereplő információk forrásmegjelöléseként.